# J. & W. Hilton
J. & W. Hilton est une entreprise d'ébénisterie et de décoration d'intérieur fondée à Montréal au Canada en 1820 par l'ébéniste John Hilton, qui s'associe avec son fils William en 1845.
En 1820, l'ébéniste John Hilton crée sa propre entreprise de fabrication de meubles à Montréal. Vers 1823, il s'associe avec James Baird pour créer la Hilton & Baird. En 1833, Edmond Baird remplace James Baird à titre d'associé. Cette association est dissoute en 1844. En 1845, John Hilton s'associe avec son fils William, créant la société J. & W. Hilton. Après la mort de John Hilton en 1866, ses fils William et Edward poursuivent les affaires de l'entreprise. Cependant, des difficultés financières combinées à une crise économique contraignent l'entreprise à déclarer faillite en 1872, et l'entreprise est liquidée en cours d'année. William Hilton continue cependant d'être en affaires sous la raison sociale J. & W. Hilton à titre de marchand de meubles jusqu'à ce qu'il déclare lui-même faillite en 1875.
Cette entreprise « fut l’un des plus prestigieux commerces de meubles du pays ». En 1871, sa valeur de production la place en deuxième position des plus importants fabricants de meubles du Québec, derrière l'entreprise de l'ébéniste William Drum de la ville de Québec. Sa réputation et la qualité de ses meubles lui valent notamment d'être choisie pour représenter le Canada à l'Exposition universelle de Londres au Royaume-Uni en 1851, puis à l'Exposition universelle de Paris en France en 1855.

## Histoire

### 1820 à 1844: Hilton & Baird
Peu d'information existent sur la création de l'entreprise de fabrication de meubles de John Hilton. En 1820, il crée sa propre entreprise de fabrication de meubles à Montréal au Canada. Vers 1823, il s'associe avec James Baird, probablement afin d'augmenter les capitaux de l'entreprise et ainsi se procurer des outils supplémentaires à la fabrication de meubles. Dès 1825, ils tiennent boutique au sud-ouest de la Place d'Armes à Montréal, et vendent des ensembles complets de meubles de ménage de leur fabrication (sofas, tables et chaises de salle à manger, buffets, bibliothèques, tables de jeux, commodes, lits, matelas, etc.), des outils ou meubles de travail variés destinés à des entreprises, et même des cercueils. En 1833, Edmond Baird remplace James Baird à titre d'associé. En 1840, l'entreprise se porte acquéreuse de six lots de terre situés sur la rue Saint-Alexandre à Montréal, comprenant « une maison et autres bâtiments », et elle y installe son usine de fabrication de meubles. Le 7 octobre 1842, un feu se déclare dans l'usine qui la détruit ainsi que tout un pâté de bâtiments, entre les rues Saint-Alexandre, Craig, Chenneville et Côté. Le 4 février 1843, c'est au tour de leur boutique de la Place d'Armes de prendre feu. Tous les meubles exposés sont alors détruits par les flammes. En 1844, John Hilton et Edmond Baird dissolvent leur association. Ce dernier meurt le 22 février 1859 à l'âge de 56 ans et 7 mois.

### 1845 à 1875: J. & W. Hilton

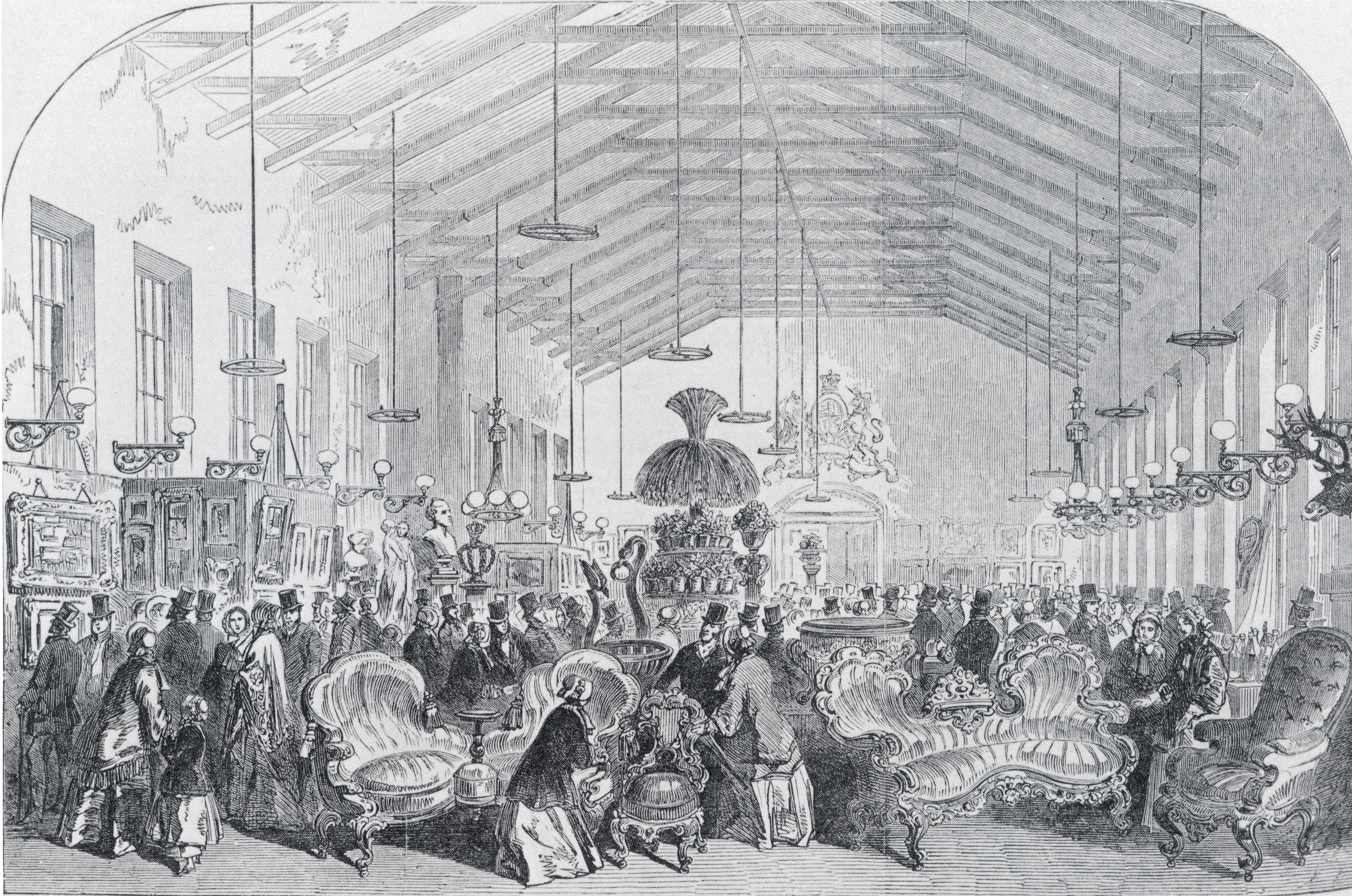
L'exposition provinciale de 1850 au marché Bonsecours à Montréal. On remarque notamment sur cette gravure le mobilier de la J. & W. Hilton en avant plan.

Vers 1845, John Hilton s'associe avec son propre fils, William Hilton, pour fonder la J. & W. Hilton. Ils ouvrent dès lors une nouvelle boutique sur la Grande rue Saint-Jacques alors qu'ils installent leur nouvelle usine rue des Allemands. Entre novembre 1849 et mai 1850, l'entreprise se modernise en faisant l'acquisition notamment de machines à vapeur qu'ils font installer à leur usine, rue des Allemands, afin d'augmenter leur capacité de production,.
En 1850, en prévision de l'Exposition universelle de Londres de 1851, une exposition provinciale sur l'industrie canadienne est organisée. Les entreprises sont invitées à y présenter leurs produits et concourir pour représenter le Canada à l'Exposition de Londres l'année suivante. J. & W. Hilton y participe et gagne plusieurs prix lui permettant d'être sélectionné,.
En 1851, J. & W. Hilton est une des entreprises choisies qui représentent le Canada à l'Exposition universelle de Londres au Royaume-Uni. « Les meubles de Hilton sont fort admirés et pour le bois et pour le travail », écrit-on alors dans le périodique Le Canadien le 21 mai 1851. La reine Victoria a elle-même l'occasion d'apprécier les meubles des Hilton lors de sa visite de l'exposition le 7 mai 1851,. 

Meubles par J. & W. Hilton présentés à l'Exposition universelle de Londres en 1851
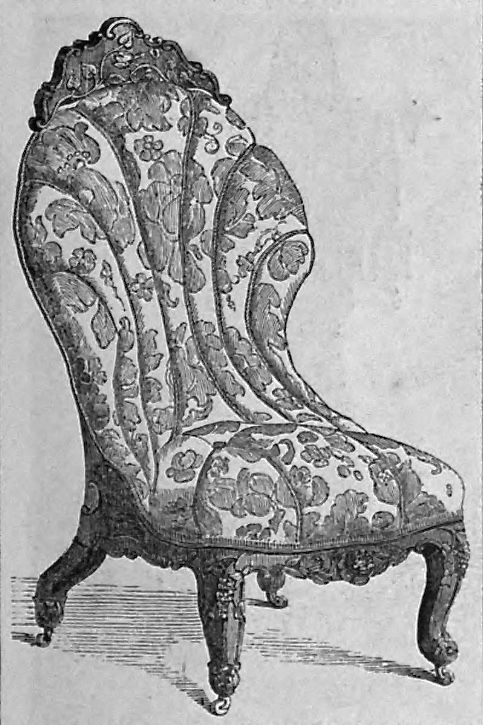
Chaise sculptée en noyer noir et recouverte de damas cramoisi et or par J. & W. Hilton
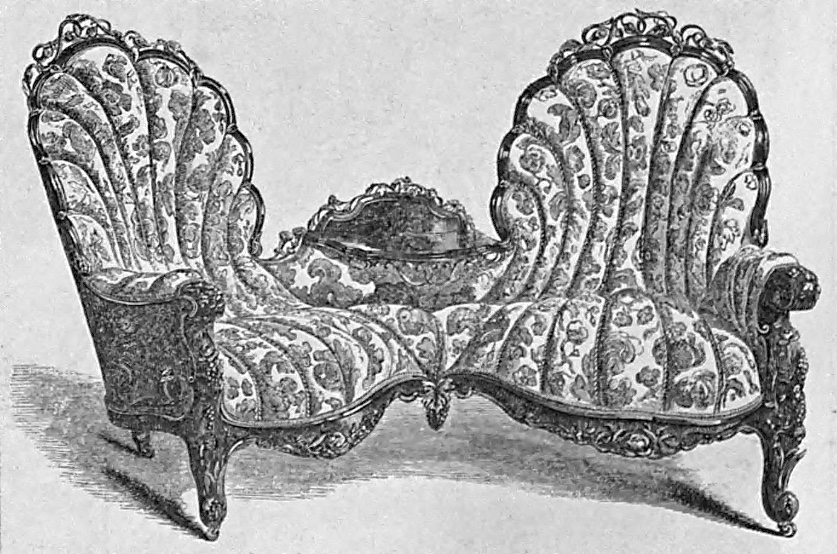
Confident ou tête-à-tête sculpté en noyer noir et recouvert de damas cramoisi et or par J. & W. Hilton
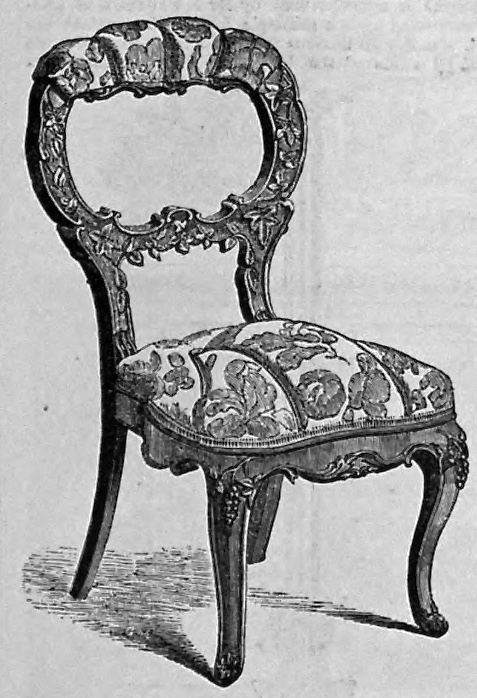
Chaise sculptée en noyer noir et recouverte de damas cramoisi et or par J. & W. Hilton
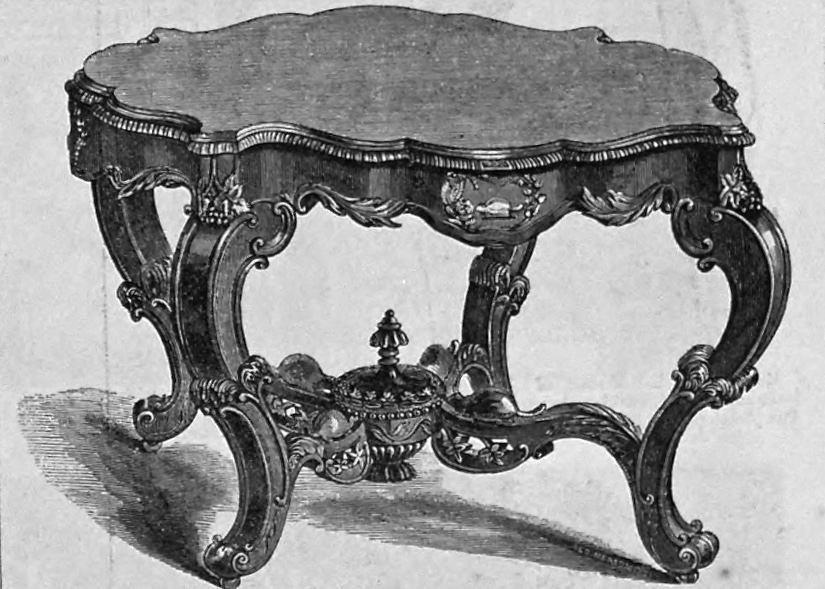
Table sculptée en noyer noir. Les pieds sont à volutes, le plateau est irrégulier et sculpté notamment de feuillages, et les brancards se réunissent à une urne pseudo-classique par J. & W. Hilton

Vers 1854, l'entreprise déménage son usine sur la rue Saint-Germain, près des écluses Saint-Gabriel du canal de Lachine, où « une machinerie moderne actionnée à l'énergie hydraulique » leur permet « une rapide expansion ».
En 1855, J. & W. Hilton est encore une fois l'une des entreprises choisies pour représenter le Canada à l'Exposition universelle de Paris en France où elle présente plusieurs meubles dont « un sofa à dossier élastique, une table ronde de noyer, une console de noyer, une chaise à dos élastique pour coudre, six chaises pour salon et un tête-à-tête ». À cette occasion, elle gagne une médaille de seconde classe pour l'un de ses meubles.
En 1856, l'entreprise cumule un capital de GB£15 000 et possède une usine en brique d'une valeur de GB£3 000. Elle emploie alors 82 employés pour une masse salariale de GB£116 par semaine. Elle produit à cette époque annuellement entre GB£20 000 et GB£30 000 de meubles, dont les 2/5e sont exportés.
En 1863, l'entreprise se dote de « nouvelles inventions » lui permettant de « vendre des meubles et des moulures pour cadres à des prix excessivement bas ». À cette époque, il s'agirait de « la seule fabrique où les glaces de miroirs sont étamées ». Elle emploie alors 92 employés.
En avril 1867, les journalistes sont invités à visiter l'usine de l'entreprise située sur la rue Saint-Germain, près des écluses Saint-Gabriel du canal de Lachine. L'usine est composée de deux édifices de quatre étages chacun : l'un mesure « 200 pieds sur 40 » alors que l'autre mesure « 160 pieds sur 40 ». Dans l'un d'eux, le premier étage sert à recevoir la matière brute pour y être divisée en taille régulière à l'aide de scies mécaniques. Ces pièces prennent ensuite le chemin du 2e étage pour y être subdivisées afin de « les préparer à recevoir la forme » à l'aide de plus de 150 machines. Ces dernières sont alimentées d'une force hydraulique de cinquante chevaux. L'autre usine renferme une fabrique de miroirs, « la seule du Bas-Canada, croyons-nous » écrit alors un journaliste de La Minerve. Une forge est également présente sur le site pour les travaux de réparation des machines. À cette époque, plus de 150 sont employés par l'entreprise, dont la moitié sont des « Canadiens-Français ».
En 1871, la valeur de production de l'entreprise la place en deuxième position des plus importants fabricants de meubles du Québec, derrière l'entreprise de l'ébéniste William Drum de la ville de Québec.
En 1872, des difficultés financières combinées à une crise économique contraignent l'entreprise à déclarer faillite. Le 4 janvier 1872, l'entreprise se place à l'abri de ses créanciers en vertu de l'Acte de la faillite de 1869, et dépose le 14 mars 1872 à la Cour Supérieure « un consentement de leurs créanciers à leur décharge », ratifié par la Cour le 17 mai 1872. William Hilton continue cependant d'être en affaires sous la raison sociale J. & W. Hilton à titre de marchand de meubles jusqu'à ce qu'il déclare lui-même faillite en 1875.

## Hilton et les artistes
Au cours de sa carrière, John Hilton s'est entouré d'artistes pour la fabrication de meubles. Sa présence dans la communauté artistique de Montréal lui permet de choisir des artistes de talent. Il est par exemple l'un des fondateurs de l'Institut des Artisans de Montréal en 1845, ainsi que l'un des premiers membres de l'Art Association of Montreal en 1863.
Voici une liste non exhaustive d'artistes ayant travaillé pour John Hilton :
- Azarie Lavigne, ébéniste, sculpteur chez J. & W. Hilton (années 1860-70)[note 2],[f 6];
- John C. McLaren, ébéniste, contremaître chez J. & W. Hilton (années 1860)[20];
- Arthur Mingeaud (de Paris), ébéniste, sculpteur en chef chez J. & W. Hilton (années 1860)[20];
- James Morice, ébéniste, contremaître chez Hilton & Baird (Années 1840)[note 3],[21];
- Frank Smith, ébéniste, contremaître chez J. & W. Hilton (années 1860-70)[3],[22];
- M. Verolle (de Paris), ébéniste, sculpteur chez J. & W. Hilton (années 1860)[20];
- Robert Williams, designer et tapissier, responsable du département des tissus chez J. & W. Hilton (De 1862 à 1872)[note 4],[23],[24].

## Expositions et distinctions
Voici ci-dessous une liste non exhaustive d'expositions dont l'entreprise de John Hilton a exposé des œuvres:
| Année | Exposition                                          | Période d'exposition                | Lieu                                                                                       | Meubles exposés et prix (le cas échéant) |
| ----- | --------------------------------------------------- | ----------------------------------- | ------------------------------------------------------------------------------------------ | --- |
| 1850  | Exposition provinciale (Département de l'Industrie) | 17 au 19 octobre 1850               | Montréal (Marché Bonsecours)                                                               | - Chaise de salon sculptée en noyer noir et recouverte de damas cramoisi : 2e prix; - Tête-à-tête sculpté en noyer noir et recouvert de damas cramoisi et or : prix spécial; - Table sculptée en noyer noir (aucun prix); - Etc.,. |
| 1851  | Exposition universelle de Londres (Royaume-Uni)     | 1er mai au 15 octobre 1851          | Londres                                                                                    | - Chaises sculptées en noyer noir et recouverte de damas cramoisi; - Tête-à-tête sculpté en noyer noir et recouvert de damas cramoisi et or; - Table sculptée en noyer noir |
| 1853  | Exposition provinciale (Département de l'Industrie) | 27 au 30 septembre 1853             | Montréal (Terrain McTavish)                                                                | - Fauteuil par J. & W. Hilton : prix spécial recommandé - Six chaises en chêne sculpté par J. & W. Hilton : 1er prix - Table à dessus de marbre par J. & W. Hilton : 1er prix - Fauteuil à dossier élastique par J. & W. Hilton : prix spécial recommandé |
| 1855  | Exposition universelle de Paris (France)            | 15 mai au 15 novembre 1855          | Paris                                                                                      | - Sofa à dossier élastique; - Table ronde en noyer; - Console en noyer; - Chaise à dos élastique pour coudre; - Six chaises pour salon; et - Tête-à-tête,. |
| 1858  | Exposition provinciale (Département de l'Industrie) | Du 29 septembre au 1er octobre 1858 | Montréal (Terrain de le compagnie de chemin de fer du Grand Tronc, à Pointe-Saint-Charles) | - Meubles de salon en bois de rose |
| 1860  | Exposition provinciale (Département de l'Industrie) | 25 août au 8 septembre 1860         | Montréal (Palais de Cristal)                                                               | - Table sur pied en bois de rose « richement décorée de verres » |
| 1863  | Exposition provinciale (Département de l'Industrie) | Du 15 septembre au (?) octobre 1863 | Montréal (Palais de Cristal)                                                               | - Buffet en acajou, 1er prix; - Table de salle à manger, 1er prix; - Chaise de repos, 1er prix; - Secrétaire, 1er prix; - Une « collection de meubles », 1er prix et diplôme,. |
| 1865  | Art Association Exhibition                          | 27 février au (?) mars 1865         | Montréal (Mechanic's Hall)                                                                 | - Table en marqueterie; - Commode en marqueterie; - Porte-chapeaux (description: « Le bas a la forme d'un chiffonnier. Au milieu de la porte, se trouve un faisceau d'Armes surmonté de lauriers, symbole de la victoire; chaque côté de la porte, se montrent deux guerriers antiques armés de toutes pièces; le plateau est de marbre blanc, et au-dessus s'élève un miroir d'une grande dimension, dont le cadre est orné de sculptures représentant des griffons et plusieurs autres créations chimériques. ») - Plusieurs gravures de la main d'Arthur Mingeaud, sculpteur en chef chez J. & W. Hilton; - Table (description : « Sur la surface qui est de place ondé, se trouvent incrustés des fleurs formées de morceaux de bois découpés [...]; chaque nuance est un morceau séparé. Le dessus de cette table est entouré d'un carré de bois de rose [...]. Les pieds, faits en érable, sont en imitation de bois de rose, [et] dorés [...] ») |
| 1865  | Exposition provinciale (Département de l'Industrie) | 26 au 29 septembre 1865             | Montréal (Palais de Cristal)                                                               | - Ensemble de mobilier de salon en bois de rose; - Ensemble de mobilier de boudoir en marqueterie; - Etc,. |
| 1868  | Exposition provinciale (Département de l'Industrie) | 15 au 18 septembre 1868             | Montréal (Palais de Cristal)                                                               | - Collection de meubles « modestes, unissant à un haut degré le goût et le confort mais sans luxe » |
| 1870  | Exposition provinciale (Département de l'Industrie) | 13 au 16 septembre 1870             | Montréal (Terrain du Conseil de l'Agriculture, Mile End)                                   | - Ensembles de meubles pour chambre à coucher : prix de classe 1; - Meubles pour salle à manger : prix de classe 1; - Meubles pour salon en noyer noir poli à l'huile : prix de classe 1; - Meubles « convenables pour maison d'artisan »: prix de classe 1. |

## Réalisations

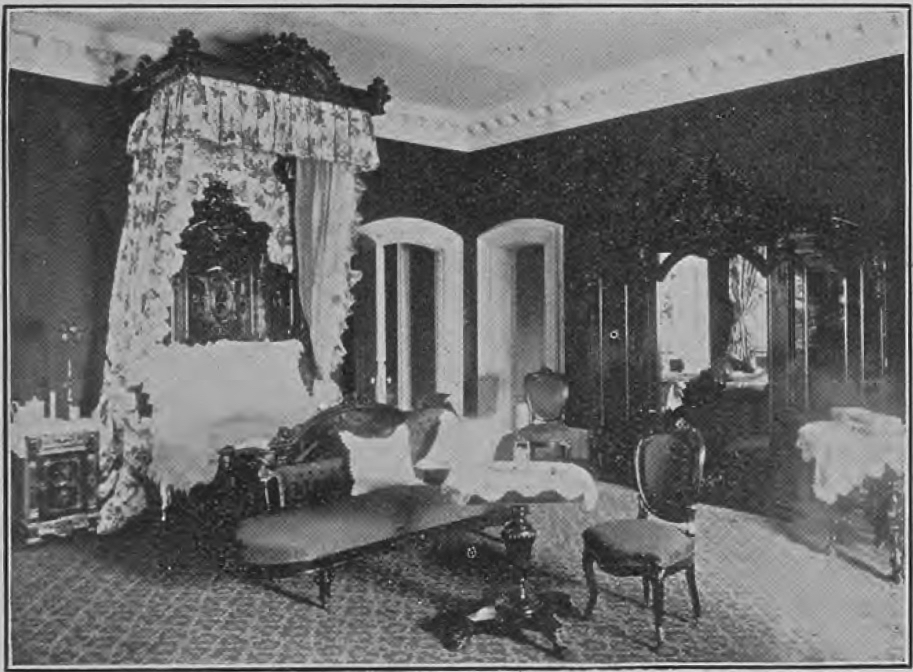
Chambre des invités à Ravenscrag, entièrement meublée vers 1867 par J. & W. Hilton

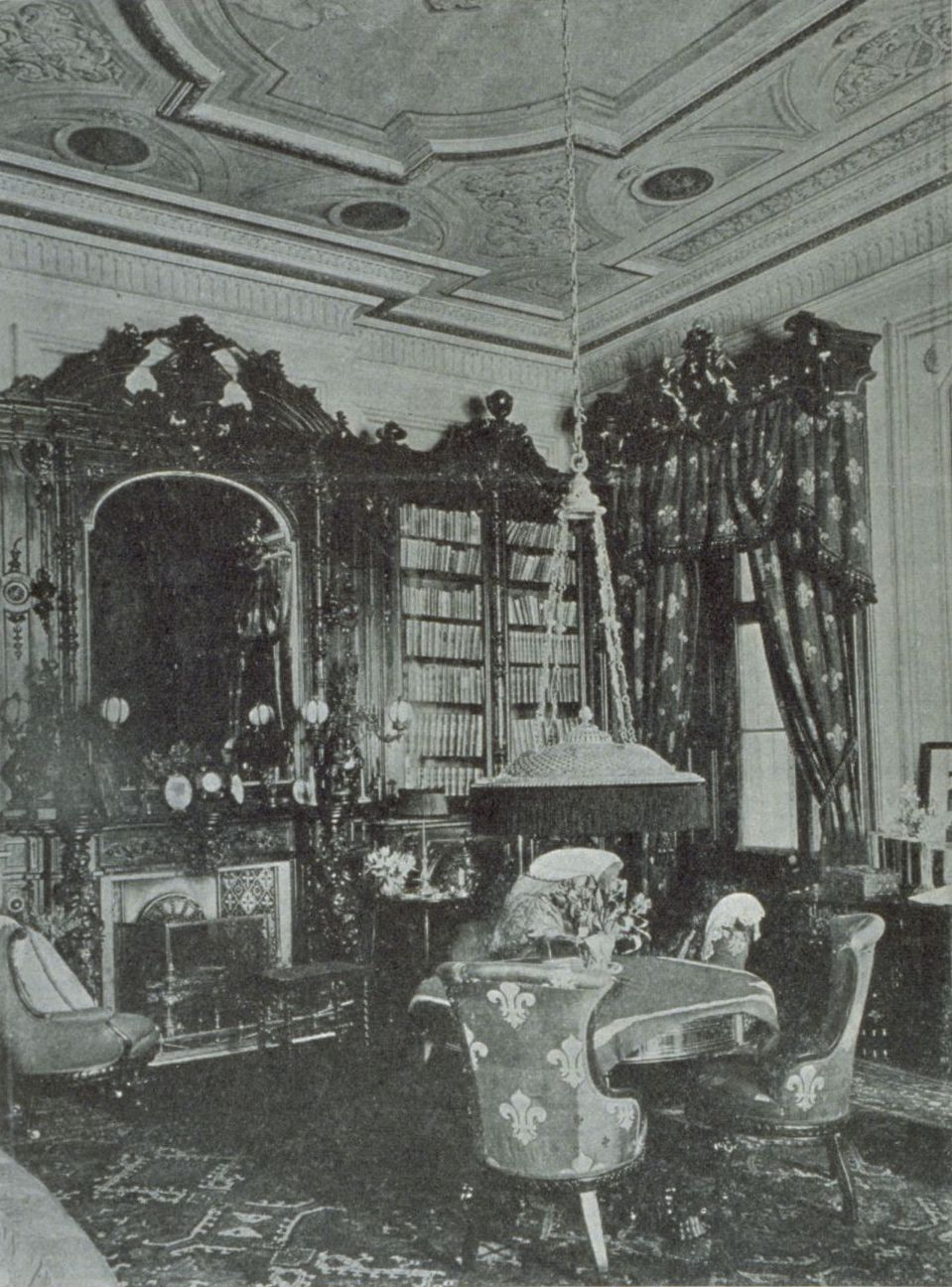
La bibliothèque à Ravenscrag, entièrement meublée vers 1863 par J. & W. Hilton

Voici ci-dessous une liste non exhaustive des réalisations connues de l'une des entreprises de John Hilton:
- Années 1840 : Mobilier de la résidence de J. Benjamin (Montréal)[35];
- Années 1850 : Partie du mobilier de la résidence de P. Holland, dite Charlderton Lodge, sur la rue Simpson (Montréal)[36];
- Années 1850 : Partie du mobilier de la résidence de Mme Porteous sur la rue De La Gauchetière (Montréal)[37]
- Vers 1852 : Ensemble du mobilier de l'hôtel Ottawa (Rue Saint-Jacques, Montréal)[38];
- Années 1850-60 : notamment, des chaises en acajou de la résidence de H. Cochrane (1, Balmoral Place, rue Sainte-Catherine, Montréal)[note 8],[39]
- Années 1850 : mobilier de la résidence de W. R. Falconer (Gabriel Street, Griffintown, Montreal)[40]
- Vers 1863 : Mobilier de la bibliothèque et fort probablement de l'ensemble du mobilier de la maison de Hugh Allan, dite Ravenscrag, à Montréal;
  - Vers 1867, Hugh Allan commande également un nouvel ensemble complet de chambre à coucher destiné à l'appartement des invités de marque à Ravenscrag.
- Vers 1864 : mobilier de salon en acajou comprenant 2 fauteuils, 6 chaises et un canapé pour la résidence « d'un officier »[41]
- Vers 1865 : Porte-chapeaux, vendu pour 500 $ à William Dow (Description : « Le bas a la forme d'un chiffonnier. Au milieu de la porte, se trouve un faisceau d'armes surmonté de lauriers, symbole de la victoire; chaque côté de la porte, se montrent deux guerriers antiques armés de toutes pièces; le plateau est de marbre blanc, et au-dessus s'élève un miroir d'une grande dimension, dont le cadre est orné de sculptures représentant des griffons et plusieurs autres créations chimériques »)[20];
- Vers 1865 : ensemble du mobilier du bateau à vapeur Spartan de la Inland Steam Navigation Company[42];
- Vers 1866 : partie du mobilier  du bateau à vapeur Québec de la Richelieu Company[note 9],[43]
- Vers 1867 : ensemble du mobilier de la Banque des Marchands située Place d'Armes à Montréal[44];
- Années 1860 : mobilier de salon recouvert de brocatelle de soie, commanditaire inconnu[note 10],[45];
- Vers 1877 : mobilier de la résidence de David Torrance (rue Drummond, Montréal)[note 11],[46].